# Beinn a' Bhuird
Beinn a' Bhuird är ett berg i Storbritannien.   Det ligger i kommunen Aberdeenshire och riksdelen Skottland, i den norra delen av landet, 700 km norr om huvudstaden London. Toppen på Beinn a' Bhuird är 1 196 meter över havet, eller 453 meter över den omgivande terrängen. Bredden vid basen är 8,4 km.
Terrängen runt Beinn a' Bhuird är huvudsakligen kuperad.Runt Beinn a' Bhuird är det mycket glesbefolkat, med 2 invånare per kvadratkilometer. Närmaste större samhälle är Braemar, 10,5 km sydost om Beinn a' Bhuird. Trakten runt Beinn a' Bhuird består i huvudsak av gräsmarker.